# Зелёные кадры (Босния и Герцеговина)
«Зелёные кадры» (сербохорв. Zeleni kadar) — объединение формирований боснийской мусульманской милиции, действовавшее на северо-востоке Боснии и Герцеговины во время Второй мировой войны в период 1943—1945 годов. В этот период Босния и Герцеговина входила в состав марионеточного Независимого государства Хорватия (НГХ), контролируемого Германией и Италией (до сентября 1943 года). Боснийцы-мусульмане (босняки) состояли в регулярных воинских формированиях НГХ (Усташской войнице, Хорватском домобранстве, жандармерии), а также в добровольческих воинских частях (мусульманской милиции и мусульманских легионах). Многие мусульмане, особенно из Северо-Восточной Боснии, служили в немецких войсках СС. Значительная часть мусульман, особенно с 1943 по 1945 годы, пребывала в рядах НОАЮ и небольшая часть — в ЮВуО. Вместе с тем в составе этих формирований не было самостоятельных мусульманских воинских частей. По заключению историка Гойко Маловича, исключением стали только формирования, известные под общим названием «Зелёные кадры» и «Хускина армия», которые были отчётливо мусульманскими самостоятельными воинскими частями. «Зелёные кадры» появились осенью 1943 года и вели вооружённую борьбу с частями Народно-освободительной армии Югославии (НОАЮ) и Югославской армии на родине (ЮВуО/четники). Максимальная численность формирований составляла летом 1944 года от 10 000 до 12 000 человек, в основном дезертиров из Хорватского домобранства и меньшей частью из подразделений НОАЮ. Объединение «Зелёные кадры» не было однородным образованием, а представляло собой коалицию разрозненных местных банд. Наибольшим формированием «Зелёных кадров» была так называемая 10-я бригада Боснийских горцев (босн. 10. zdrug Bosanskih planinaca), которая формально входила в состав домобранства, но являлась практически самостоятельной в организационном и командном отношении. Отличительными знаками членов «Зелёных кадров» были носимые на фесках полумесяц и звезда. Как военная сила «Зеленые кадры» постепенно слабели с осени 1944 года и прекратили своё существование в мае 1945 года.